# 힘내세요, 병헌씨
"힘내세요, 병헌씨"는 2013년에 개봉된 대한민국의 영화이다.

## 캐스팅
- 홍완표 : 병헌 역
- 양현민 : 범수 역
- 허준석 : 승보 역
- 김영현 : 영현 역
- 이하늬 : PD 역
- 최다연 : 소민 역
- 장호비 : 강동우 역
- 서경진 : 김경재 역
- 이문근 : 병헌 부 역
- 신연숙 : 병헌 모 역
- 황인국 : 인국 역
- 손미애 : 여자조감독 역
- 이소안 : 병헌 딸 역
- 김경진 : 전처 역
- 박영석 : 유명배우 매니저 역
- 김규진 : 승보 재연 역
- 최참사랑 : 승보부인 재연 역
- 손범수 : 범수 재연 역
- 김현숙 : 카트 할머니 역
- 이병헌 : 영화현장 연출부 1 역
- 김경진 : 영화현장 연출부 2 역
- 김은미 : 영화현장 연출부 3 역
- 정성화 : 족발배달원 역
- 최재원 (특별출연)
- 강형철 (특별출연)
- 이성재 (특별출연)
- 강소라 (특별출연)
- VIVID (특별출연)
- 조향기 (내레이션)